# Königreich Middag

Lage des Königreichs Middag

Das Königreich Middag, niederländisch: Koninkrijk Middag, chinesisch: 大肚王國 (Dàdù Wángguó, Königreich Dadu), war ein vermutlich bis Anfang des 18. Jahrhunderts bestehender Stammesbund indigener Völker im Westen der Insel Taiwan.

## Name
Der Name Middag ("Mittag", "Nachmittag") entstammt den Aufzeichnungen der Niederländischen Ostindienkompanie (besonders den Dagregisters van het kasteel Zeelandia) während ihrer Herrschaft auf Taiwan im 17. Jahrhundert. Einer Annahme nach ist das niederländische Middag eine Übersetzung des Wortes Lelien aus der Pazeh-Sprache, das "heller Tag" oder "Sonne" bedeutet und als Ehrentitel für Herrscher gebraucht worden sein soll. Der chinesische Name Dadu stammt von dem Ort Dadu, der Hauptstadt des Königreichs, bzw. von dem Fluss Dadu, der zwischen Taichung und Changhua und durch den Ort Dadu fließt. Eine Selbstbezeichnung des Stammesbundes ist nicht bekannt.

## Geschichte

### Niederländische Kolonialzeit
Über Zeit und Umstände der Gründung des Stammesbundes Middag ist nichts bekannt. Die niederländischen Berichte beginnen im Jahr 1638, als die Ostindien-Kompanie durch chinesische Seeräuber erfuhr, dass es nördlich ihres Herrschaftsgebiets ein Königreich gebe, dessen Herrscher von den Chinesen Quataong genannt wurde. Laut niederländischen Aufzeichnungen, in denen das Königreich schließlich Middag genannt wird, umfasste der Stammesbund zeitweise bis zu 27 Dörfer der Völker Papora, Babuza, Pazeh und Hoanya und erstreckte sich vom Westen des heutigen Taichung bis in den Norden des heutigen Landkreises Changhua.
Zur Zeit des ersten Kontakts zwischen den Niederländern und dem Königreich in der ersten Hälfte des 17. Jahrhunderts wurde Middag von Kamachat (auch Camachat geschrieben) Aslamies regiert. Nachdem die Ostindien-Kompanie im August 1642 die Spanier aus Nordtaiwan vertrieben hatten, waren sie an einer Landverbindung zwischen dem Norden und dem bereits von ihnen kontrollierten Süden interessiert. Zwischen 1644 und 1645 unternahmen sie zwei Feldzüge gegen Middag, nach denen Kamachat Aslamies sich der niederländischen Oberhoheit unterwerfen und der Kompanie Wegerecht durch sein Gebiet gewähren musste, formell aber unabhängig blieb. Nach Aslamies Tod um 1647/1648 wurde sein Neffe Kamachat Maloe König. Außer diesen beiden sind keine weiteren Herrschernamen überliefert.
Trotz ihrer Abhängigkeit von den Niederländern verboten die Herrscher von Middag das Wirken christlicher Missionare und den Bau von Kirchen auf ihrem Gebiet.
Während der Belagerung des niederländischen Forts Zeelandia drangen die Truppen Zheng Chenggongs im Juli 1661 auf der Suche nach Verpflegung in das Gebiet des Königreichs Middag ein und es kam zu einem bewaffneten Konflikt, bei dem die Chinesen zurückgeschlagen wurden.

### Königreich Tungning und Qing-Dynastie
Nach dem Ende der niederländischen Herrschaft im Jahr 1662 kam es zu Konflikten zwischen dem von Zheng Chenggong gegründeten Königreich Tungning und Middag. Im Jahr 1670 fielen Tungnings Truppen in Middag ein und zerstörten den Ort Shalu.
Seit Beginn der Qing-Herrschaft finden sich kaum noch Aufzeichnungen über Middag bzw. Dadu. Huang Shujing (黃叔璥), ein kaiserlicher Kommissar, der 1722 nach Taiwan entsandt wurde, schreibt in seinem Bericht, dass es in Dadu "einst einen Ureinwohner-Herrscher gegeben habe", ohne weitere Einzelheiten zu nennen. Zwischen 1731 und 1732 kam es zu einem Aufstand eines Bündnisses von Ureinwohnern, das die ehemaligen Völker des Königreichs sowie die Taokas umfasste und von den Behörden mit Härte niedergeschlagen wurde. Man geht davon aus, dass die Geschichte des Königreichs Middag spätestens hier endete.

## Das Königreich Middag in der Populärkultur
Im November 2017 führte die traditionelle Tanz- und Musiktruppe Chio-Tian (九天民俗技藝團) ein Bühnenstück mit dem Titel Das Königreich Middag (大肚王朝) im Nationaltheater Taichung auf.
2019 brachte der taiwanische Spieleverlag TwoPlus ein Brettspiel namens 平埔傳奇:大肚王國 Kingdom of Middag (Pingpu-Legende Königreich Middag) heraus, in dem die Spieler ein taiwanisches Ureinwohnervolk strategisch führen müssen. Das Spiel erschien in einer chinesischen und einer englischen Version.